# كيفن براون (مؤرخ)
كيفن براون (بالإنجليزية: Kevin Brown)‏ هو كاتب سير ومؤرخ بريطاني، ولد في 1961.